# ベンケイソウ科

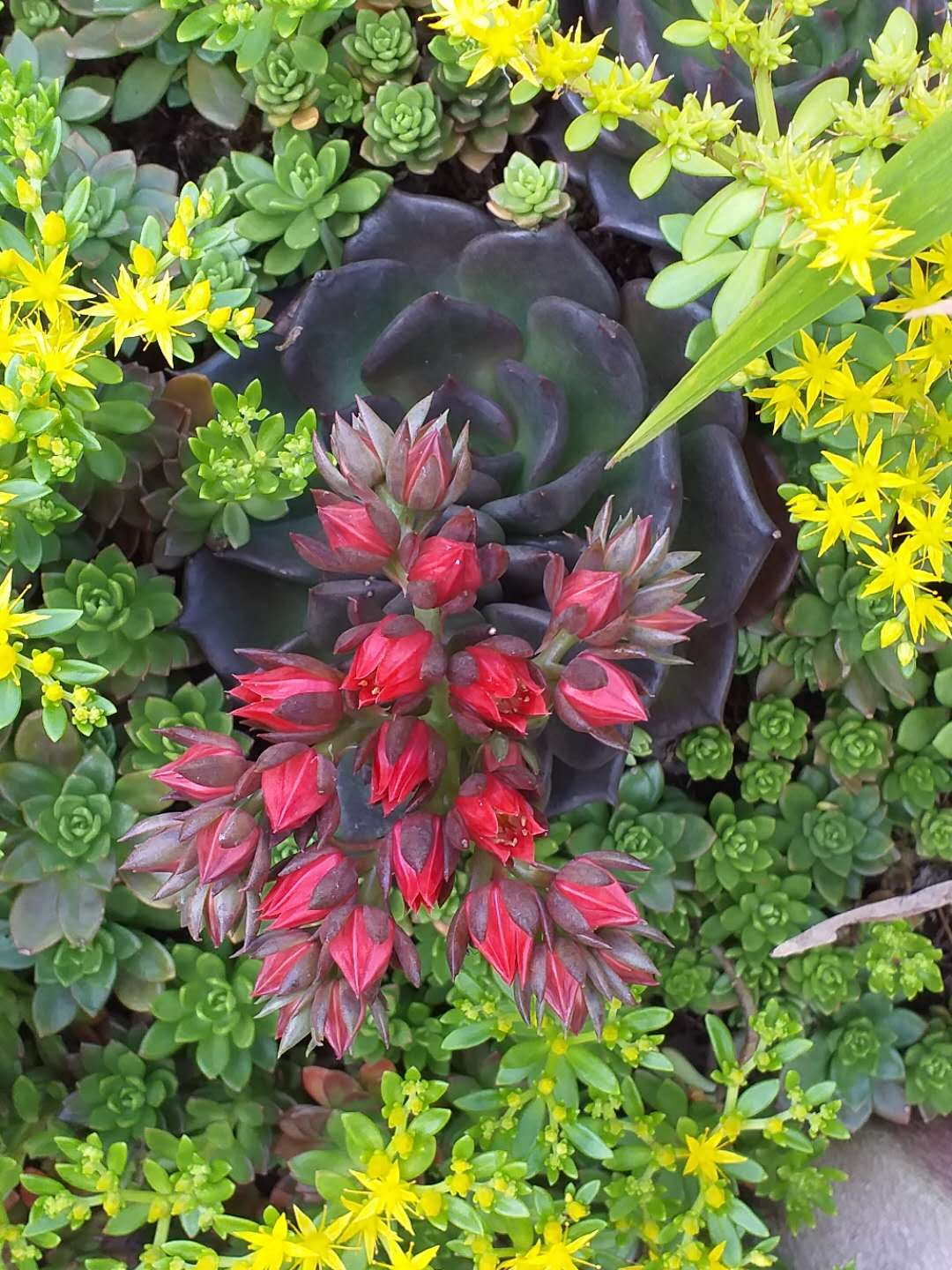
Echeveria ‘Black Prince’. 2018 Taichung World Flora Exposition, Taiwan.

ベンケイソウ科（ベンケイソウか、英: Crassulaceae）とは、被子植物の科のひとつである。およそ33属1400種を含む。

## 特徴
多肉質の葉および茎を持ち、水分を貯蔵できる。分布は世界中に広がっているが、特に北半球と南アフリカに多く、水の乏しい乾燥した地域に産する。
常緑の多年草で、カネノナルキ（金のなる木）のように茎が木質化し小灌木のようになるものもあれば、エケベリア属のようにロゼット状になり茎はごく短く退化するものもある。葉の大きさ、形、色や繊毛の有無など形態はさまざまである。
この科の植物は食用としてはグラプトペタルム属の一部が野菜とされる程度で、重要なものではないが、花卉園芸用に多くの種が流通する。それら品種の多くは特異な魅力を持ち、頑健で育てやすいことから人気が高い。カネノナルキやカランコエもこの科に属する。
多くは属、種間での交雑が容易で、野生、または人為の交雑があり、しばしば分類は容易でない。旧来の分類ではベンケイソウ科はバラ目に含まれたが、分子系統解析ではユキノシタ目に属する結果が得られる。
また、CAM型光合成（Crassulacean Acid Metabolism）という名称は、最初にこの科の植物からこの代謝経路が発見されたことにちなむ。

## 分類
3亜科に分ける。タコノアシ属 Penthorum を含める体系もあるが、APG IIIでは別系統のタコノアシ科としている。
クラッスラ亜科（アズマツメクサ亜科） Crassuloideae
約2属196種。
- クラッスラ連 Craseae
  - クラッスラ属 Crassula
  - チラエア属（アズマツメクサ属） Tillaea - アズマツメクサ

カランコエ亜科（リュキュウベンケイ亜科） Kalanchoideae
約4属200種。Kalanchoe から セイロンベンケイ属 Bryophyllum を分離することがあるが、分子系統解析からはKalanchoeに含めるべきであるという結果が出ている。
- カランコエ連 Kalaneae
  - アドロミスクス属 Adromischus
  - カランコエ属（リュウキュウベンケイ属） Kalanchoe - コダカラベンケイ、セイロンベンケイ、ベニベンケイ、リュウキュウベンケイ、セイタカベンケイ
  - コチレドン属 Cotyledon　
  - チレコドン属 Tylecodon

センペルビヴム亜科（クモノスバンダイソウ亜科） Sempervivoideae
約28属975種。セダム属 （マンネングサ属）Sedumにその内の420種が分類されるが、近年の研究によるとこの属は多系統であり、例として、かつてセダム属に分類されていたベンケイソウ Hylotelephium erythrostictum のグループがヒロテレフィウム属に、キリンソウ Phedimus aizoon var. floribundus のグループがフェディムス属に分けられている。
- テレフィウム連 Telephieae　
  - シノクラッスラ属 Sinocrassula
  - クンギア属 Kungia
  - メテロスタキス属（チャボツメレンゲ属） Meterostachys - チャボツゲレンゲ
  - オロスタキス属（イワレンゲ属） Orostachys - イワレンゲ、ツメレンゲ、アオノイワレンゲ
  - ヒロテレフィウム属（ムラサキベンケイソウ属） Hylotelephium - ミツバベンケイソウ、チチッパベンケイ、アオベンケイ、ムラサキベンケイソウ、ベンケイソウ、ツガルミセバヤ、オオベンケイソウ、ミセバヤ、エッチュウミセバヤ、ヒダカミセバヤ、カラフトミセバヤ
- ウムビリクス連 Umbiliceae
  - ウムビリクス属 Umbilicus
  - キアストフィルム属（ホザキベンケイソウ属）Chiastophyllum
  - プセウドセダム属 Pseudosedum
  - ロディオラ属（イワベンケイ属） Rhodiola - イワベンケイ、ホソバイワベンケイ
  - フェディムス属（キリンソウ属） Phedimus - キリンソウ, エゾノキリンソウ、ヒメキリンソウ
- センペルビウィウム連（バンダイソウ連） Sempereae
  - ペテロセダム属 Petrosedum
  - センペルビブィウム属（バンダイソウ属） Sempervivum
  - ヨビバルバ属 Jovibarba
- アエオニウム連 Aeonieae
  - アイクリソン属 Aichryson
  - アエオニウム属 Aeonium
  - グレエノビア属 Greenovia
  - モナンテス属 Monanthes - モナンテス・ポリフィラ
  - ペリエロセダム属 Perrierosedum
- セダム連（マンネングサ連） Sedeae
  - セダム属（マンネングサ属） Sedum - コゴメマンネングサ、コモチマンネングサ、タイトゴメ、ハママンネングサ、マルバマンネングサ、メキシコマンネングサ、タカネマンネングサ、ヤハズマンネングサ、ヒメレンゲ、サツママンネングサ、ナガサキマンネングサ、メノマンネングサ、ウンゼンマンネングサ、オオメノマンネングサ、マツノマンネングサ、オノマンネングサ、ツルマンネングサ、ナナツガマンネングサ、ウスユキマンネングサ
  - ロスラリア属 Rosularia
  - プロメテウム属 Prometheum
  - セデラ属 Sedella
  - ダドレヤ属 Dudleya
  - レノフィルム属 Lenophyllum
  - ビラディア属 Villadia
  - エケベリア属 Echeveria
  - グラプトペタルム属 Graptopetalum
  - パキフィツム属 Pachyphytum
  - トンプソネラ属 Thompsonella
  - ピストリニア属 Pistorinia